# Marvin Stefaniak
Marvin Stefaniak (Hoyerswerda, 1995. február 3. –) német utánpótlás válogatott labdarúgó, a VfL Wolfsburg középpályása.

## Pályafutása

### Klubcsapatban
Pályafutását a Hoyerswerdaer SV 1919, az SC Borea Dresden és a Dynamo Dresden akadémiáján nevelkedett. Az utóbbi csapatban lett profi játékos. 2015. február 15-én debütált a Bundesliga 2-ben az FSV Frankfurt csapata elleni bajnokin Adam Susac cseréjeként lépett pályára.

### A válogatottban
2015-ben debütált a német U20-as labdarúgó-válogatottban és tagja volt a válogatottnak, amely részt vett a 2015-ös U20-as labdarúgó-világbajnokságon.